# サム・ビショップ
サム・ビショップ（Sam Bishop , 1989年10月3日 - ）は、ニュージーランド・ウェリントン出身の野球選手（投手）。弟はMLBのボストン・レッドソックス傘下に所属するベアウ・ビショップ。マオリ族である。

## 経歴
2012年11月に台湾で開催された第3回WBC予選のニュージーランド代表に選ばれた。